# Flugplatz Łososina Dolna

i7
i11
i13
Der Flugplatz Łososina Dolna (ICAO-Code: EPNL, polnisch: Lotnisko Łososina Dolna oder Lotnisko Łososina Dolna koło Nowego Sącza) ist ein Flugplatz in Łososina Dolna bei Nowy Sącz (dt. Neu Sandez), Polen. Betrieben wird er seit 1960 vom Aeroklub Podhalański.

## Flugplatzdaten
Der Flugplatz liegt nahe Łososina Dolna auf einer Höhe von 254 m AMSL. Er verfügt über eine 800 m lange, 150 m Graspiste mit der Ausrichtung 04/22. Nördlich davon befinden sich das Vorfeld und die Flugplatzgebäude nebst einer Tankstelle mit AvGas 100 LL. Er ist für Flugzeuge, Segelflugzeuge und Hubschrauber zugelassen.

## Betrieb
Am Flugplatz findet ausschließlich Flugbetrieb nach Sichtflugregeln statt. Eine Landung bedarf der vorherigen Genehmigung durch den Betreiber (PPR). Außerhalb der Öffnungszeiten (wochentags von 8 bis 16 Uhr Ortszeit) muss diese 24 Stunden vor der Ankunft eingeholt werden. Im Umkreis von zehn Kilometer um den Flugplatz wurde eine Aerodrome Traffic Zone eingerichtet, die sich vom Boden bis auf eine Höhe von 5500 ft (1700 m) erstreckt.